# Sanyangqiao Shuiku
Sanyangqiao Shuiku (kinesiska: 三阳桥水库) är en reservoar i Kina. Den ligger i provinsen Guangdong, i den södra delen av landet, omkring 440 kilometer sydväst om provinshuvudstaden Guangzhou. Sanyangqiao Shuiku ligger 72 meter över havet. Arean är 2,3 kvadratkilometer. Trakten runt Sanyangqiao Shuiku består till största delen av jordbruksmark. Den sträcker sig 2,3 kilometer i nord-sydlig riktning, och 2,3 kilometer i öst-västlig riktning.
Genomsnittlig årsnederbörd är 2 134 millimeter. Den regnigaste månaden är juli, med i genomsnitt 396 mm nederbörd, och den torraste är februari, med 26 mm nederbörd.